# Arizonerpeton
Arizonerpeton wellsi
Genre
Espèce
Arizonerpeton est un genre fossile de Lépospondyles Nectridea. L'espèce type est Arizonerpeton wellsi et, en 2022, le genre est resté momotypique.

## Présentation
Il contient une seule espèce, Arizonerpeton wellsi, qui vivait dans ce qui correspond aujourd'hui aux monts Swisshelm (d) de l'actuel Arizona, aux États-Unis. Cet endroit appartient à la formation Black Prince Limestone (d), qui est datée de la sous-période du Pennsylvanien moyen durant la période du Carbonifère.

## Description
Arizonerpeton est connu exclusivement à partir d'un ensemble de vertèbres originales recueillies par le paléontologue Robert Wells, auquel rend honneur l'épithète spécifique. Ces vertèbres peuvent être désignées comme appartenant à l'ordre des Nectridea, une collection de tétrapodes à longue queue (amphibiens au sens large) comprenant également le fameux Diplocaulus « à tête de boomerang ». Comme les autres nectridiens, les vertèbres d’Arisonerpeton avaient un seul corps principal (un pleurocentrum) fusionné à une épine neurale en forme de plaque dépassant du sommet. Les bords évasés des surfaces avant et arrière du pleurocentum possèdent de petites structures qui auraient formé des articulations à rainure et languette avec d'autres vertèbres. La languette projetait vers l'avant depuis le bord avant tandis que la rainure était présente entre deux saillies sur le bord arrière. La seule caractéristique définitive classant ce genre comme nectridien réside dans le fait qu'il existe également deux paires de plaques articulaires (zygapophyses) à chaque extrémité des vertèbres. Les vertèbres sont amphicèles (en forme de sablier) de côté, mais pas fortement, et sont couvertes de petites fosses. Sur le côté de chaque vertèbre, une extension connue sous le nom de processus transverse fait saillie perpendiculairement, mais aussi parfois avec un très léger angle vers le haut.
La caractéristique la plus inhabituelle de ces vertèbres réside dans le fait que les épines neurales sont bifurquées. Cela signifie qu'un grand espace est présent entre les parties avant et arrière de chaque épine neurale, ce qui donne l'impression qu'il y a deux épines neurales jointes à la base. Les vertèbres qui auraient fait partie de région autour de la hanche ont des épines neurales plus courtes que celles du dos et sont légèrement inclinées vers l'arrière.
Une bifurcation moins extrême de l'épine neurale est également connue chez le premier diplocaulide Diceratosaurus, ainsi que chez certains spécimens de l'Urocordylide Ctenerpeton, deux autres nectridiens. De plus, les vertèbres piquées ressemblent quelque peu à celles des diplocaulides. Cependant, la bifurcation profonde de la colonne vertébrale neurale et les articulations langue et rainure possédées par Arizonerpeton sont inconnues dans tous les autres groupes de nectridiens. En conséquence, Arizonerpeton est généralement traité comme un membre incertae sedis des Nectridea.

## Publication originale
: document utilisé comme source pour la rédaction de cet article.
- (en) David W. Thayer, « New Pennsylvanian Lepospondyl Amphibians from the Swisshelm Mountains, Arizona », Journal of Paleontology, vol. 59, no 3,‎ 1985, p. 684–700 (ISSN 0022-3360, lire en ligne, consulté le 16 octobre 2022).